# Antoni Mateu Ferrer
Antoni Mateu Ferrer (Inca, 1901 - Palma, 1937) fou un polític mallorquí. Militant republicà, fou batle d'Inca el 1932-1933. Durant la seva administració es crearen la banda municipal, la biblioteca municipal i el laboratori de la casa Bressol, es construïren l'Escola Graduada, l'Escola d'Arts i Oficis i el dispensari de la Casa de Socors. També es va comprar un solar en el camí vell de Llubí per construir-hi una altra escola i es va fer un projecte de conservació dels molins d'Inca.
El 1934, fou un dels fundadors d'Esquerra Republicana Balear i en feu part del comitè executiu. En esclatar la guerra civil espanyola, fou detengut, sotmès a un consell de guerra i executat el 24 de febrer de 1937 a una tàpia del cementiri de Palma amb Emili Darder, Alexandre Jaume Rosselló i Antoni Maria Ques Ventanyol.